# Constante Gil Rodríguez
Constante Gil Rodríguez (Taragoña, Rianxo, La Coruña, 1926 — València, 7 de juny de 2009) fou un pintor espanyol.
El 1948, Gil, es va traslladar a la ciutat de València on va realitzar tota la seva producció artística. Va ser fundador del Grup Bulto al costat de Rafa Calduch, Uiso Alemany, Miguel Ángel Rios, Ramón de Soto, Pep Buigues i altres nombrosos artistes valencians que feien reunions en el café que dirigia el mateix Gil per socialitzar i per popularitzar l'art contemporani. Aquest grup va ser el més influent en la creació artística a València durant la transició democràtica.
La seva obra més coneguda és la sèrie de Tertúlies de Cafè en què retrata la societat valenciana dels anys de la transició, en el desaparegut cafè valencià La Cerveceria Madrid, local que va dirigir de 1956 a 2000. En aquest local el pintor va crear la popular beguda anomenada Aigua de Valencia.